# Peter O. Chotjewitz
Peter Otto Chotjewitz (Schöneberg (Berlino), 14 giugno 1934 – Stoccarda, 15 dicembre 2010) è stato uno scrittore, traduttore e avvocato tedesco.

## Biografia
Esordì come scrittore nella metà degli anni sessanta con dei lavori sperimentali, prima di trovare il successo nella seconda metà degli anni settanta con alcuni romanzi politicamente impegnati e spesso controversi. Fu inoltre molto attivo come traduttore di autori italiani, tra cui Leonardo Sciascia, Dario Fo, Giuseppe Fava, Luciano Canfora, Nanni Balestrini.
Anche avvocato, fu difensore del terrorista Andreas Baader.